# إرلينغ إنغر
إرلينغ إنغر (بالنرويجية البوكمول: Erling Enger)‏ هو رسام نرويجي، ولد في 17 مايو 1899 في Fåberg ‏ في النرويج، وتوفي في 12 فبراير 1990 في أوسلو في النرويج.